# Corbeta Esmeralda
La corbeta Esmeralda fue la única nave de guerra construida como tal para la Armada de Chile al comienzo de la Guerra hispano-sudamericana (1865-1866), la primera con propulsión a vapor y hélice.
Fue protagonista de varios acontecimientos de la Historia de Chile, los más importantes quizás fueron la retención del mercante estadounidense Sportsman, el apoyo naval en la Revolución de 1859, la captura de la goleta Covadonga durante la guerra hispano-sudamericana, etc.
Sin embargo, su renombre se sustenta en los hechos ocurridos el 21 de mayo de 1879 durante el combate naval de Iquique, cuando bajo el mando de Arturo Prat Chacón se hundió con la bandera al tope tras una lucha larga, desigual y sin cuartel contra el monitor Huáscar bajo el mando de Miguel Grau al comienzo de la guerra del Pacífico (1879-1883). Su nombre, que ya antes era causa de orgullo de los marinos chilenos por haber sido el de una presa (Fragata Esmeralda) capturada durante la guerra de independencia de Chile, se usa desde su insigne derrota para las naves más representativas de la Armada de Chile.
Técnicamente fue una de las naves construidas durante la fase de transición de la propulsión de vela a máquina a vapor, cuando la rueda de paletas fue reemplazada por la hélice. A esta segunda propulsión se recurría solo para casos como la entrada y salida de puertos o incursiones muy cercanas a la costa. Por esa razón tenía mecanismos para recoger la chimenea y la hélice durante la navegación a vela. No tenía blindaje, aunque si tenía un forrado en láminas de cobre para proteger el casco de la acción de la broma.
No se dispone de documentos técnicos asociados a la nave que permitan conocer fehacientemente sus características técnicas, por lo que estas deben deducirse o estimarse a partir de otras naves o documentos.
Sus restos están al fondo del mar cerca de Iquique y son un monumento nacional.

## Antecedentes
La primera mitad de la década de los 1850s fueron días aciagos para la Armada de Chile. Su única nave permanente era la fragata Chile que según necesidad era acompañada por naves mercantes armadas como el Janequeo durante la disuasión del pirata Flores en 1847, el Cóndor (Ex-Obregoso) en 1847, el Meteoro en 1850 para el servicio de abastecimiento de Punta Arenas. Durante la Revolución de 1851 el gobierno debió recurrir a la Armada Real británica. Algo semejante ocurrió durante el Motín de Cambiaso en Punta Arenas: la Armada no tenía naves para enviar a sofocarlo.: 190–193 
La construcción de la corbeta Esmeralda fue autorizada por el entonces presidente de Chile Manuel Montt Torres mediante decreto supremo el 30 de junio de 1852. El decreto dispuso Invertir hasta la suma de doscientos mil pesos para llenar el vacío que deja en la Marina Militar de la República, la falta de un buque a vapor, perfectamente guerrero en su construcción y armamento.
Sin embargo, los fondos para su construcción no fueron entregados hasta 1854, cuando, con autorización del Congreso, se dieron órdenes para contratar la construcción.

## Nombre
La nueva nave recibió el nombre Esmeralda en recuerdo de la fragata Esmeralda construida en 1791 por la Armada Española y capturada en 1820 en el Callao por la Primera Escuadra Nacional de Chile durante las campañas navales que expulsaron a las naves realistas de las costas del Pacífico americano. La presa fue rebautizada Valdivia, pero su anterior nombre permaneció tan grabado en la memoria colectiva de los chilenos que de acuerdo a lo establecido en el Decreto Supremo de 26 de junio de 1855 se le dio a la nueva corbeta.: 50  También la consigna del abordaje chileno en el Callao se volvió a encontrar en el timón de la nueva nave: "Gloria Victoria".: 163 
A partir de 1879 han llevado ese nombre el Crucero Esmeralda (1884), el Crucero Esmeralda (1896), la Fragata Esmeralda (1946) y el Buque escuela Esmeralda, todos en honor a Prat y su tripulación.

## Tripulación
La tripulación debía asegurar la manutención de la capacidad bélica de la nave y en caso de guerra ejecutar las operaciones ordenadas. Para ello se le daba un orden establecido de funciones y deberes en una organización jerárquica. Durante su servicio varió el número de tripulantes de la nave. La cubierta de tripulación era utilizada por esta para colgar las coyes en la noche, y durante el día para comer.
Según los registros de “Estado de Fuerza” y “Estado General” de la Armada, la tripulación variaba entre 185 y 205 personas. En un determinado momento en 1856, por ejemplo, se reportaron 1 Comandante, 4 oficiales de guerra, 6 oficiales mayores, 4 guardiamarinas y 181 tripulantes varios, en total 197 personas.: 107 

### Dotación de la nave el 21 de mayo de 1879
Carlos Tromben Corbalán —autor de La corbeta Esmeralda de Prat y padre del autor de Huáscar, entre otras novelas— ordena la tripulación del 21 de mayo de la siguiente manera:: 134–135 
| Arturo Prat Chacón, Comandante (Capitán de fragata) | |                     |                             |                       |                         |                                  |           |                   |
| Oficiales de guerra | Oficiales mayores |                     |                             |                       |                         |                                  |           |                   |
| - Luis Uribe Orrego, 2. Comandante (Teniente primero) - Francisco Sánchez Alvaradejo, jefe de la 1. brigada de artillería (Teniente 1°) - Ernesto Riquelme Venegas (guardiamarina) - Ignacio Serrano Montaner, jefe de la 2. brigada de artillería Teniente 2°) - Vicente Zegers Recasens (guardiamarina) - Arturo Wilson Navarrete (guardiamarina) Responsable de navegación y señales - Arturo Fernández Vial (guardiamarina) Responsable de entrepuente (extinción de incendios y abastecimiento de pólvora y proyectiles) | - Ingeniero 1° Eduardo Hyatt Barnard (estadounidense) - Ingeniero 2° Vicente Mutilla Arellano - Ingeniero 3° Dionisio Manterola Villarroel - Ingeniero 4° José Gutiérrez de la Fuente - Cirujano 1° Cornelio Guzmán Rocha - Comisario de Intendencia Juan Goñi Álvarez |                     |                             |                       |                         |                                  |           |                   |
| Oficiales de mar \| Condestable 1° Condestable 2° \| Contramaestre 1° Contramaestre 2° \| Velero 1° Velero 2° \| Carpintero 1° Carpintero 2° \| Herrero 1° Herrero 2° \| Calafate 1° Calafate 2° \| Maestro de víveres Despensero 2° \| Sangrador \| Aprendiz mecánico \| | |                     |                             |                       |                         |                                  |           |                   |
| Marinería - Cabos de mar de primera clase: guardianes del contramaestre, ayudantes de condestables, cabos de luces, timoneles, bodegueros y maestres de señales. - Cabos de mar de segunda clase: timoneles (encargados de manejar el timón, medir la velocidad y profundidad), patrones de bote, capitanes de alto (encargados de velamen en cofas y vergas) y fogoneros primeros | |                     |                             |                       |                         |                                  |           |                   |
| Marineros Marineros 1° y 2°, grumetes, fogoneros 2° y carboneros y la gente encargada de alimentación y servicios: pajes, mayordomos, cocineros y mozos de cámara. | |                     |                             |                       |                         |                                  |           |                   |
| Guarnición | |                     |                             |                       |                         |                                  |           |                   |
| Antonio Hurtado Rojas (subteniente), un sargento 2°, un cabo 1°, un cabo 2°, treinta y un soldados y un tambor o corneta | |                     |                             |                       |                         |                                  |           |                   |
| Nombres de las profesiones: Oficiales de mar son los hoy llamados suboficiales. Condestable era el encargado del mantenimiento de la artillería y, en combate, de la santabárbara. Calafate era el encargado de que la nave permaneciera estanca. Sangrador era el enfermero. Contramaestre era el encargado del velamen, anclas, botes y fondeo. | |                     |                             |                       |                         |                                  |           |                   |
| Condestable 1° Condestable 2° | Contramaestre 1° Contramaestre 2° | Velero 1° Velero 2° | Carpintero 1° Carpintero 2° | Herrero 1° Herrero 2° | Calafate 1° Calafate 2° | Maestro de víveres Despensero 2° | Sangrador | Aprendiz mecánico |

Los grumetes menores de 15 años embarcados en las naves que salieron el 16 de mayo rumbo al Callao a buscar batalla fueron transbordados desde los buques salientes a la Esmeralda para no exponerlos a los rigores de una batalla naval. Por esa razón se encontraban en total 34 grumetes en la nave de Prat.: 15 
De los 202 tripulantes de la corbeta el día del combate, 187 eran chilenos. Había cinco griegos, dos estadounidenses, dos portugueses, un noruego, un inglés, un alemán, un italiano, un belga y un boliviano.

## Construcción y puesta en servicio

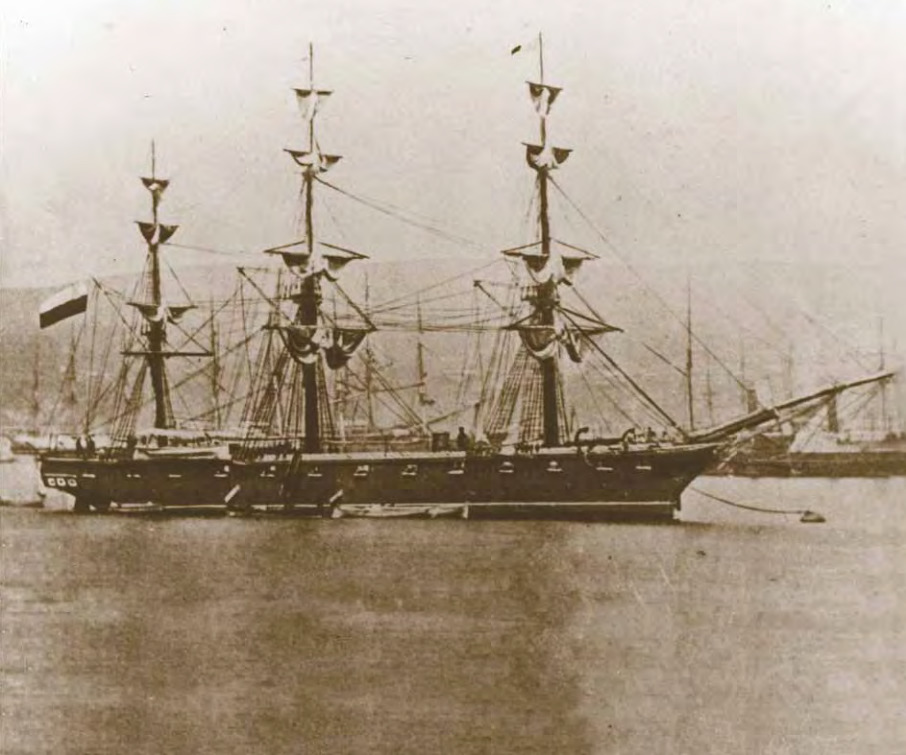
Corbeta Esmeralda en el año 1879.

Se comisionó al vicealmirante Manuel Blanco Encalada y al contraalmirante Robert Winthrop Simpson quienes descartaron una oferta del astillero Richard Henry Green, y se decidieron por los astilleros de Henry Pitcher, Northfleet, Inglaterra. Más tarde se integró Juan Williams Rebolledo al grupo de representantes chilenos en el astillero.
Los trabajos de construcción comenzaron en diciembre de 1854 y su lanzamiento fue el 14 de septiembre de año siguiente y en junio de 1856 se hicieron las pruebas de mar para ser entregada en agosto de 1856. El 7 de noviembre de 1856 llegó a Valparaíso.: 9  Los padrinos fueron el almirante Manuel Blanco Encalada y la señora Tránsito Yrarrázabal de Guzmán.
Los costos de la adquisición fueron: 163  casco y aparejos, $115.000,00; máquinas motrices $55.000,00; artillería y municiones, 15.964,58; repuestos y obras adicionales, 31.496,42. En total $217.461,00.

### Cambios
Por instrucciones del gobierno se acordó con el astillero la construcción del castillo de proa y de la toldilla de popa, que no se construían en las naves británicas. Asimismo se disminuyó el espacio para aljibes de agua dulce para ampliar las carboneras.

## Características técnicas de la nave

Esquema con las características técnicas de la nave según los autores más conocidos:
- La corbeta Esmeralda de Prat de Carlos Tromben Editorial RiL,
- «Investigación «histórica y especificaciones originales de la nave» de Mario Sepúlveda Buhring, Plano de la corbeta Esmeralda,
- Máquina propulsora de la corbeta Esmeralda,
- Plano de la corbeta Esmeralda,
- La Esmeralda de Prat Especificaciones de la maquinaria, planos y dibujos" de Federico Thomas Cavieres,
- La Esmeralda de Prat Documentos de Alfredo Cea presentados en la página web de la firma Bentos.

Ver también commons:Imagenes de la Corbeta Esmeralda con diversas informaciones gráficas sobre la nave
Tanto los planos de construcción en el astillero como los guardados en la nave se perdieron y existen solo datos posteriores y contradictorios sobre las dimensiones, distribución del espacio y maquinaria de la nave.: 20  Lo que se sabe de la nave ha sido fruto de un minucioso proceso de investigación que a aclarado algunos datos, pero también ha abierto otras preguntas que todavía no han sido respondidas. Se debe tener presente que la nave sirvió para diferentes fines por 24 años durante los cuales tuvo daños, ampliaciones, reparaciones y reemplazo de su armamento y propulsión.

## Casco y cubiertas

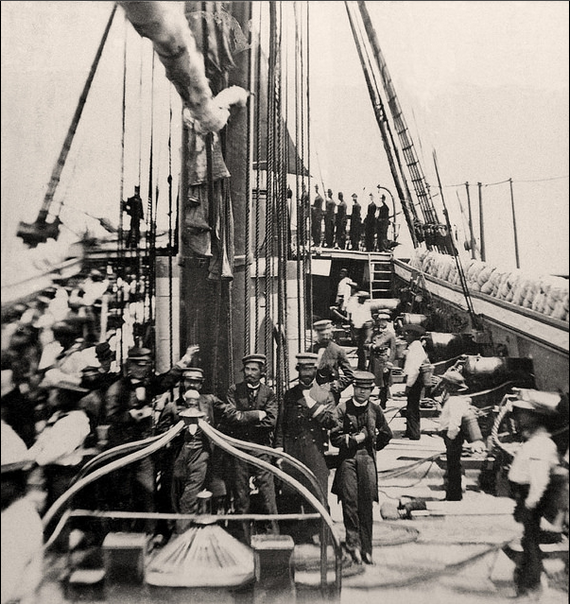
Cubierta de la Esmeralda en 1860.

### Calderas y máquinas de vapor

Máquina de vapor con biela de retorno: el émbolo impulsado por el vapor mueve los dos vástagos que trasmiten la fuerza a una cruceta que hace oscilar un lado de la biela en un movimiento rectilíneo. El otro lado de la biela hace girar el eje de la hélice.

Las calderas que abastecían de vapor a la máquina eran del tipo rectangular como las de la imagen. En la figura de la derecha, el carbón ardía en la cámara inferior, el aire caliente atravesaba la cañerías horizontales y salía por la parte superior izquierda hacia la chimenea. El agua en que estaban sumergidas las cañerías se convertía en vapor que era conducido al cilindro.

### Hélice

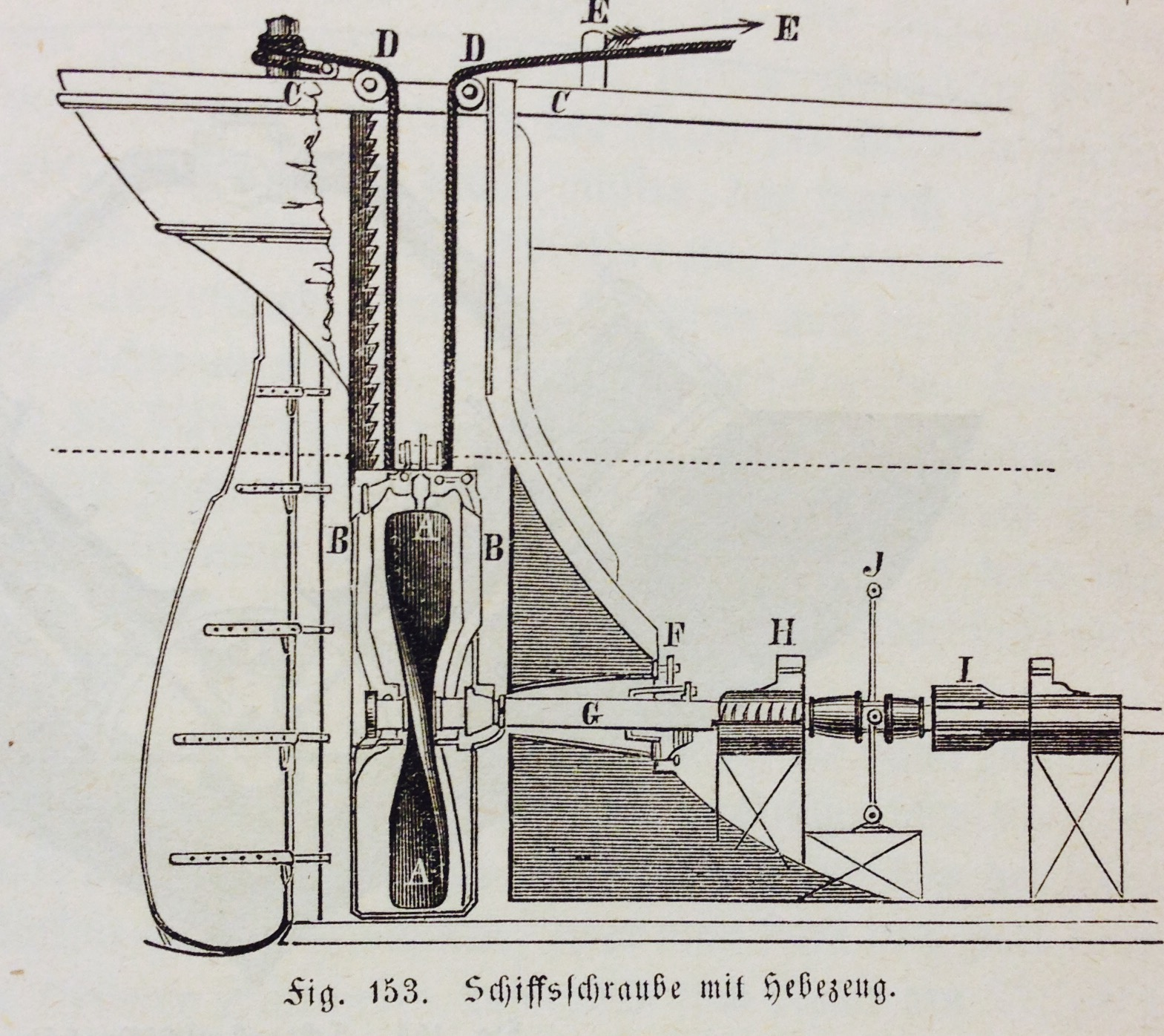
Esquema de una hélice levadiza.

## Armamento

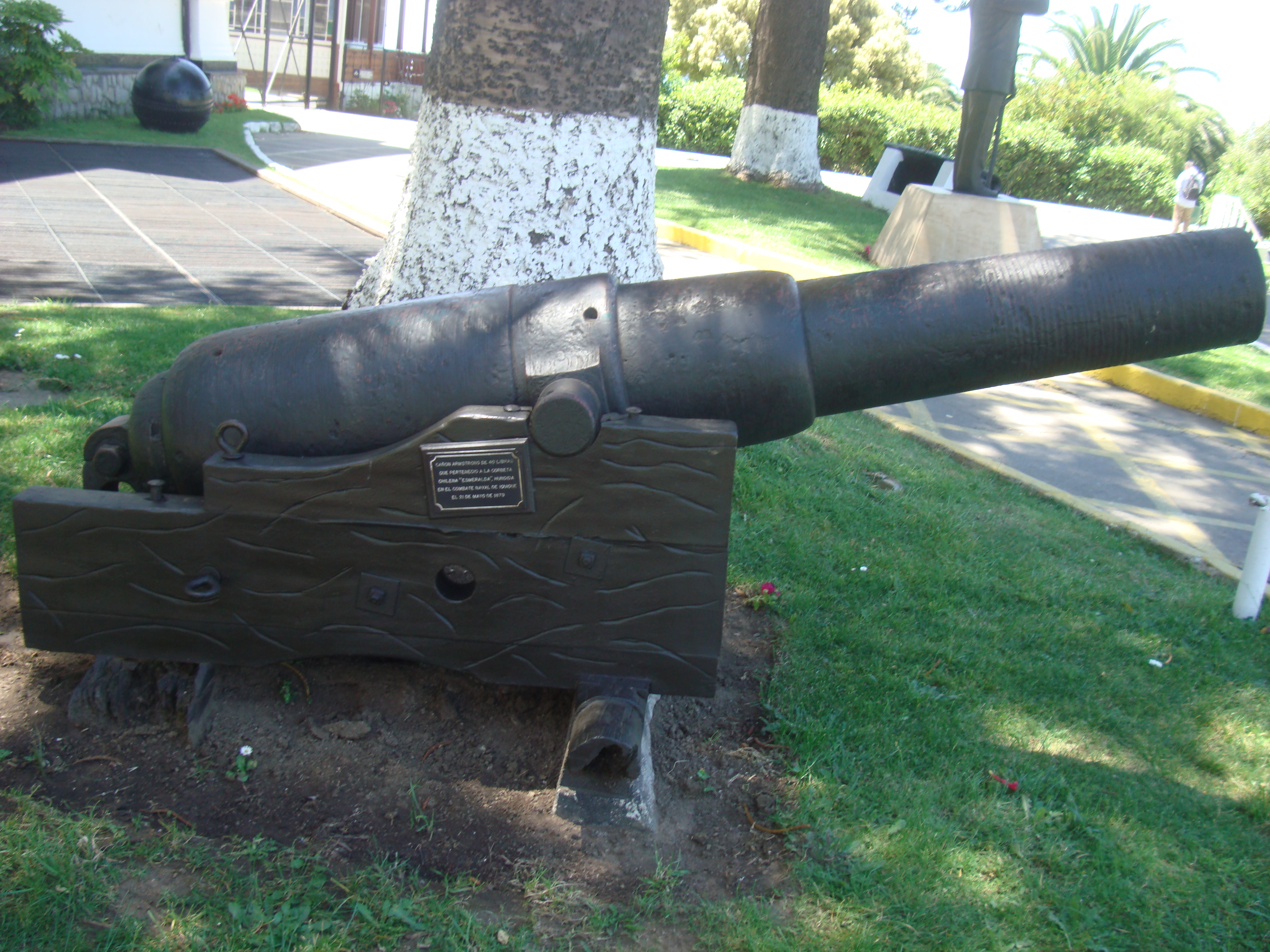
Cañón Armstrong de 40 lb de la Esmeralda, rescatado desde el lugar del naufragio y expuesto en el Museo Marítimo Nacional de Chile.

### Guerra del Pacífico

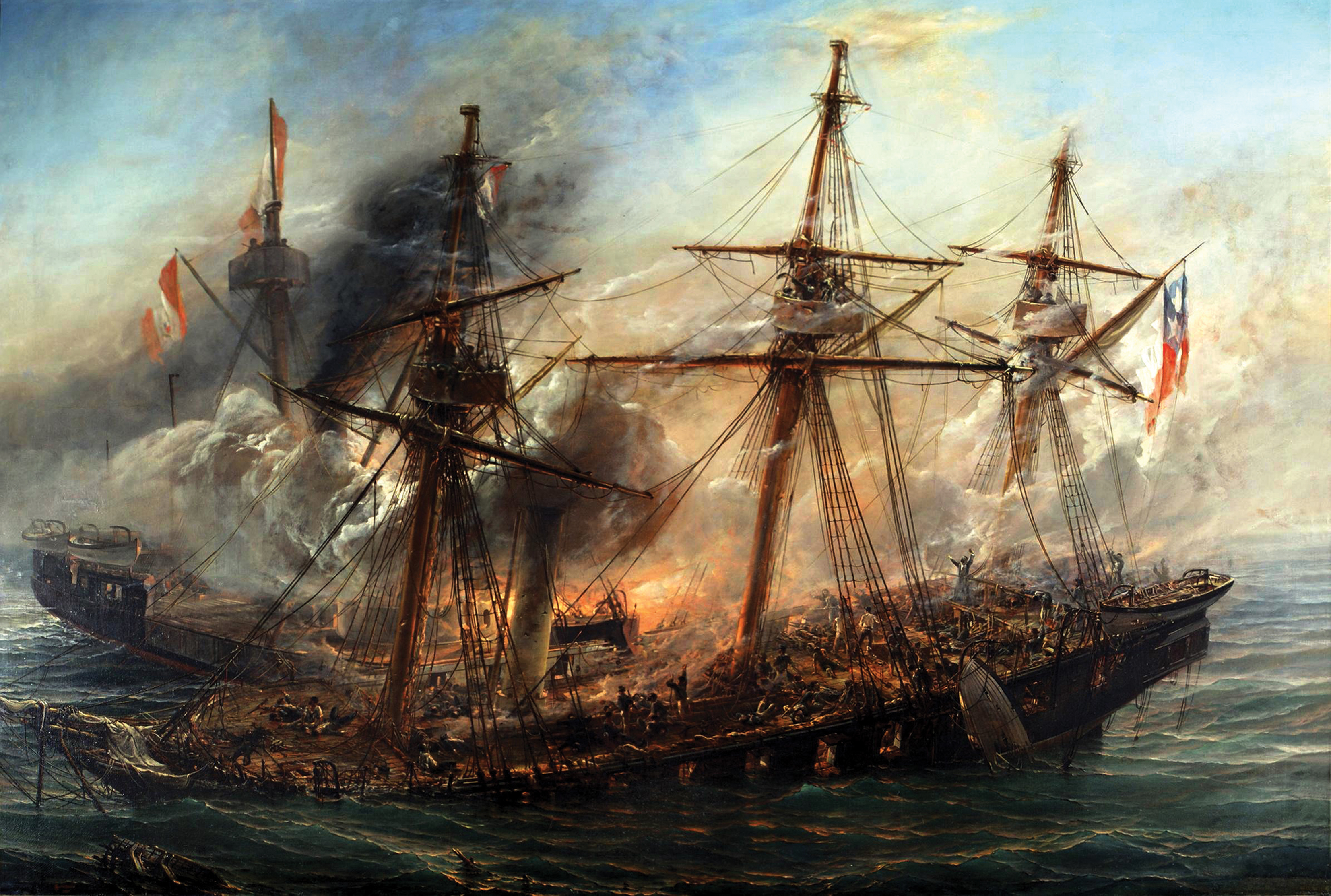
Pintura de Thomas Somerscales del hundimiento del Esmeralda por el Huáscar durante la Batalla de Iquique.

## Significado de la Esmeralda en la historia de Chile

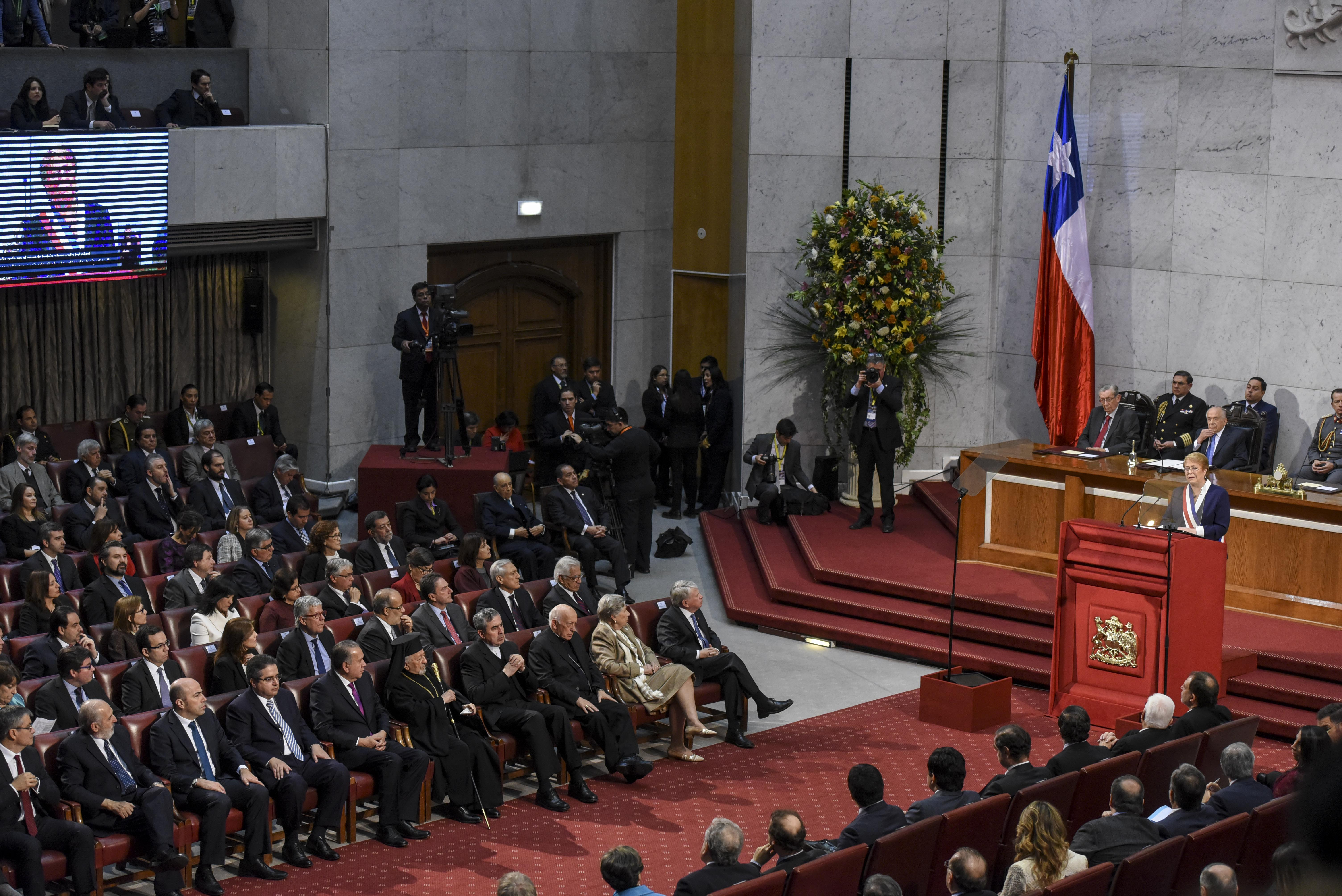
En la foto del 21 de mayo de 2017, los ministros de estado, los representantes del poder judicial, legislativo y de las diferentes iglesias escuchan a la presidenta durante su discurso.

### Estado de la Esmeralda

El casco la Esmeralda muestra daños en el lado de estribor, según un bosquejo de Alfredo Cea: destrucción de la popa, dos grandes forados en en centro, un corte vertical cerca del trinquete y una grave destrucción de la proa.